# سی‌اس‌اس پالمتو استیت

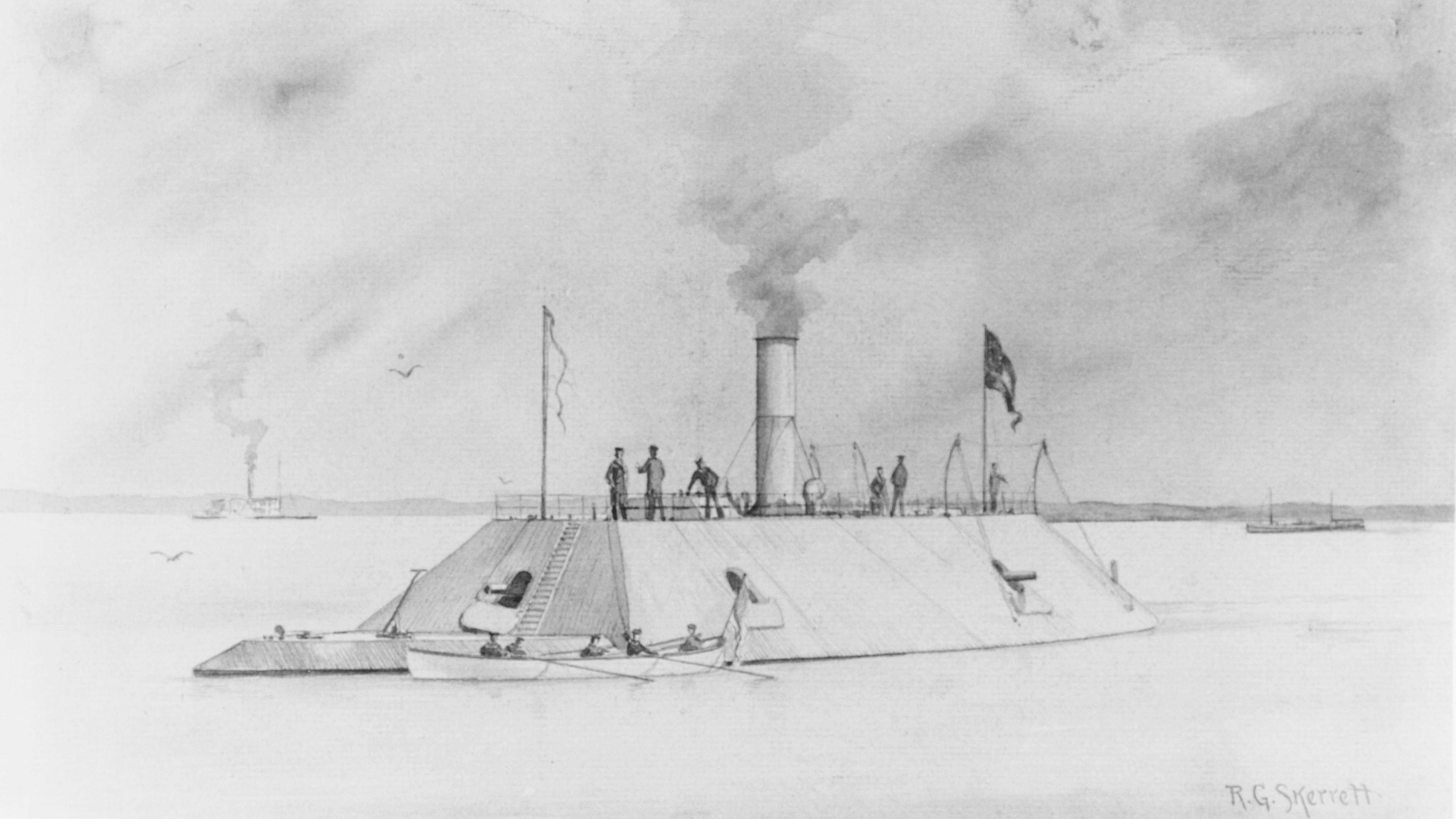
نقاشی از کشتی

سی‌اس‌اس پالمتو استیت (انگلیسی: CSS Palmetto State) یک کشتی متعلق نیروی دریایی ایالات مؤتلفه آمریکا بود که ساخت آن در سال ۱۸۶۲ کامل شد. طول این کشتی ۵۳ متر و سرعت آن ۱۱ تا ۱۳ کیلومتر بود.